# Jet Li
Li Lian Jie (Pequín, 26 d'abril del 1963), conegut com a Jet Li, és un actor xinès, especialista en arts marcials i nacionalitzat a Singapur des del 16 de juny del 2009.

## Filmografia
| Any  | Títol                                    | Títol en xinès       | Rol                                        | Notes                               |
| ---- | ---------------------------------------- | -------------------- | ------------------------------------------ | ----------------------------------- |
| 1982 | Shaolin Temple                           | 少林寺               | Jueh Yuan                                  |                                     |
| 1983 | Kids From Shaolin                        | 少林小子             | San Lung                                   |                                     |
| 1986 | Born to Defence                          | 中華英雄             | Jet Director                               | Debut com a director                |
| 1986 | Martial Arts of Shaolin                  | 南北少林             | Zhi Ming                                   |                                     |
| 1988 | Dragon Fight                             | 龍在天涯             | Jimmy Lee                                  |                                     |
| 1991 | Once Upon a Time in China                | 黃飛鴻               | Wong Fei Hung                              |                                     |
| 1991 | Swordsman II                             | 笑傲江湖之東方不敗   | Linghu Chong                               |                                     |
| 1992 | Once Upon a Time in China II             | 黃飛鴻之二男兒當自强 | Wong Fei Hung                              |                                     |
| 1992 | The Master                               | 龍行天下             | Jet                                        | Filmada el 1989 i publicada el 1992 |
| 1993 | Tai Chi Master                           | 太極張三豐           | Zhang Sanfeng Produtor                     |                                     |
| 1993 | Fong Sai Yuk                             | 方世玉               | Fong Sai Yuk Productor                     |                                     |
| 1993 | Fong Sai Yuk II                          | 方世玉續集           | Fong Sai Yuk Productor                     |                                     |
| 1993 | Kung Fu Cult Master                      | 倚天屠龍記之魔教教主 | Cheung Mo-Kei Productor                    |                                     |
| 1993 | Last Hero in China                       | 黃飛鴻之鐵雞斗蜈蚣   | Wong Fei Hung Productor                    |                                     |
| 1993 | Once Upon a Time in China III            | 黃飛鴻之三：獅王争霸 | Wong Fei Hung                              |                                     |
| 1994 | The Bodyguard from Beijing               | 中南海保鑣           | Allan Hui Ching Yeung/John Chang Productor |                                     |
| 1994 | Fist of Legend                           | 精武英雄             | Chen Jun Productor                         |                                     |
| 1994 | The New Legend of Shaolin                | 洪熙官之少林五祖     | Hung Hei-Gun Productor                     |                                     |
| 1995 | High Risk                                | 鼠胆龍威             | Kit Li                                     |                                     |
| 1995 | My Father Is a Hero                      | 給爸爸的信           | Kung Wei                                   |                                     |
| 1996 | La màscara negra (Black Mask)            | 黑俠                 | Michael/Simon/Tsui Chik/Black Mask         |                                     |
| 1996 | Dr. Wai in "The Scripture with No Words" | 冒險王               | Chow Si Kit                                |                                     |
| 1997 | Once Upon a Time in China and America    | 黃飛鴻之西域雄獅     | Wong Fei Hung]                             |                                     |
| 1998 | Hitman                                   | 殺手之王             | Fu                                         |                                     |
| 1998 | Lethal Weapon 4                          | 致命武器4            | Wah Sing Ku                                |                                     |
| 2000 | Romeo Must Die                           | 致命羅密歐           | Han Sing                                   |                                     |
| 2001 | The One                                  | 最後一強             | Gabe Law/Gabriel Yulaw/Lawless             |                                     |
| 2001 | Kiss of the Dragon                       | 龍之吻               | Liu Jian Productor                         |                                     |
| 2002 | Hero                                     | 英雄                 | Nameless                                   |                                     |
| 2003 | Néixer per morir (Cradle 2 the Grave)    | 同盜一擊             | Su                                         |                                     |
| 2005 | Danny the Dog                            | 不死狗               | "Danny" Productor                          |                                     |
| 2006 | Huo Yuanjia                              | 霍元甲               | Huo Yuanjia Productor                      |                                     |
| 2007 | The Warlords                             | 投名狀               | Pang Qing Yun                              |                                     |
| 2007 | War                                      | 玩命對戰             | Rogue i Victor Shaw                        |                                     |
| 2008 | The Forbidden Kingdom                    | 功夫之王             | El rei mono/ el monjo silenciós            |                                     |
| 2008 | La mòmia: La tomba de l'emperador drac   | 盜墓迷城3            | Emperador Han                              |                                     |
| 2009 | The Founding of a Republic               | 建國大業             | Chen Shaokuan                              |                                     |
| 2010 | Ocean Heaven                             | 海洋天堂             | Sam Wong                                   |                                     |
| 2010 | The Expendables                          | 浴血任務             | Yin Yang                                   | tercera aparició amb Jason Statham  |
| 2010 | Madame White Snake                       | 白蛇傳               |                                            |                                     |
| 2011 | New Dragon Gate Inn                      | 龍門飛甲             | Chow Wai On                                | Pre-producció                       |